# Port lotniczy Dimbokro
Port lotniczy Dimbokro (IATA: DIM, ICAO: DIDK) – port lotniczy położony w Dimbokro, w regionie N'zi-Comoé, w Wybrzeżu Kości Słoniowej.